# Interstate 470 (Ohio-Virginie-Occidentale)
Pour les articles homonymes, voir Interstate 470.
L'Interstate 470 (I-470) est une autoroute auxiliaire de 10,63 miles (17,11 km) qui contourne la ville de Wheeling, Virginie-Occidentale. 
Le terminus ouest de l'I-470 est un échangeur avec l'I-70 à Richland Township, Ohio. Traversant le comté de Belmont, l'I-470 s'approche du Vietnam Veterans Memorial Bridge, lequel traverse la rivière Ohio et entre en Virginie-Occidentale. Elle passe au sud de Wheeling et atteint son terminus est à l'I-70 près d'Elm Grove.

## Description du tracé
L'autoroute débute à un échangeur avec l'I-70 à Richland Township dans le comté de Belmont, Ohio. Autant en Ohio qu'en Virginie-Occidentale, l'autoroute n'a que deux sorties. Après avoir traversé la rivière Ohio, l'autoroute entre en Virginie-Occidentale la US 250. Après cet échangeur, elle croise une route rurale. Elle se poursuit un peu a l'est pour atteindre son terminus est à la jonction avec l'I-70.

## Liste des sorties
| Interstate 470       |              |                   |      |       |                                  |                                            |                                                       |
| État                 | Comté        | Municipalité      | mi   | km    | Sortie                           | Intersections / Destinations               | Notes                                                 |
| Ohio                 | Belmont      | Richland Township | 0,00 | 0,00  | —                                | I-70 ouest – Columbus                      | Pas d'accès à l'I-70 est; sortie 219 de l'I-70 est;   |
| Ohio                 | Belmont      | Richland Township | 0,00 | 0,00  | 1                                | Banfield Road / Mall Road                  | Sortie direction ouest seulement                      |
| Ohio                 | Belmont      | Pultney Township  | 3,22 | 5,18  | 3                                | CR 214                                     |                                                       |
| Ohio                 | Belmont      | Pultney Township  | 6,36 | 10,24 | 6                                | SR 7 (en) – Bellaire, Bridgeport           |                                                       |
| Rivière Ohio         | Rivière Ohio | Rivière Ohio      | 6,69 | 10,77 | Vietnam Veterans Memorial Bridge | Vietnam Veterans Memorial Bridge           | Vietnam Veterans Memorial Bridge                      |
| Rivière Ohio         | Rivière Ohio | Rivière Ohio      | 0,00 | 0,00  | Vietnam Veterans Memorial Bridge | Vietnam Veterans Memorial Bridge           | Vietnam Veterans Memorial Bridge                      |
| Virginie-Occidentale | Ohio         | Wheeling          | 0,60 | 0,97  | 1                                | US 250 / WV 2 (en) – Wheeling, Moundsville |                                                       |
| Virginie-Occidentale | Ohio         | Bethlehem         | 2,20 | 3,54  | 2                                | Bethlehem (CR 91/1)                        |                                                       |
| Virginie-Occidentale | Ohio         | Wheeling          | 3,94 | 6,34  | —                                | I-70 est – Washington                      | Pas d'accès à l'I-70 ouest; sortie 5A de l'I-70 ouest |
| - Accès incomplet    |              |                   |      |       |                                  |                                            |                                                       |